# HP滤波
HP滤波（英語：或）是宏观经济学中用到的时间序列分析方法，尤其在实际经济周期理论中较为常用。HP滤波可以从原始数据中分离出周期性的部分，并得到一条平滑的曲线来表述整个时间序列，即把对短期波动更敏感的数据转成了对长期波动更敏感的表示方式，改变乘数{\displaystyle \lambda }可以调整其敏感程度。20世纪90年代，两位经济学家罗伯特·霍德里克和诺贝尔奖得主爱德华·普雷斯科特发表了这种方法并受到学界欢迎。不过实际上早在1923年惠特克就首次发表了该方法。

## 数学表述
这个方法的思想类似于时间序列分解。令{\displaystyle \{y_{t}\},\ t=1,2,...,T\,}表示一组时间序列变量的对数，则{\displaystyle \{y_{t}\}}由一系列趋势项{\displaystyle \tau _{t}}、周期项{\displaystyle c_{t}}和误差项{\displaystyle \epsilon _{t}}组成，即{\displaystyle y_{t}\ =\tau _{t}\ +c_{t}\ +\epsilon _{t}}。给定合适的正数{\displaystyle \lambda }，存在一个趋势项满足
{\displaystyle \min _{\tau }\left(\sum _{t=1}^{T}{(y_{t}-\tau _{t})^{2}}+\lambda \sum _{t=2}^{T-1}{[(\tau _{t+1}-\tau _{t})-(\tau _{t}-\tau _{t-1})]^{2}}\right)}。
上式第一项表示变量偏离趋势项的误差{\displaystyle d_{t}=y_{t}-\tau _{t}}的平方和，从而控制了周期项的大小；第二项用乘子{\displaystyle \lambda }乘上趋势项二阶差分的平方和，从而控制了趋势项变化的剧烈程度。{\displaystyle \lambda }越大，后者的控制就越强。霍德里克和普雷斯科特建议季度数据{\displaystyle \lambda }取为1600，若单位不是季度则{\displaystyle \lambda }正比于每单位所含季度数的平方，即年度数据取100、月度数据取14,400。雷文（Ravn）和乌利希（Uhlig）则在2002年发表的文章中提出{\displaystyle \lambda }应该正比于数据每单位所含季度数的四次方，即年度数据{\displaystyle \lambda }应取6.25、月度数据取129,600。
麦克尔罗伊的一篇论文中给出了双侧HP滤波谱分解的精确数学表达式。

## 评价
HP滤波很容易实现，不过它也存在一定缺陷，只在以下严苛条件下才能做出最优估计：
- 时间序列是二阶整合（英语：Order of integration）的[7]，否则HP滤波会得到偏离实际情况的趋势项。
  - 如果发生了单次的永久性冲击（permanent shock）或存在稳定的趋势增长率，HP滤波得到的周期项也会扭曲。
- 样本中的周期项是白噪音，或者趋势项和周期项中的随机变化机制相同。

标准的双侧HP滤波不应该用来估计基于递归状态空间表达的DSGE模型，这是因为HP滤波使用未来的观测{\displaystyle t+i,i>0}去构造当前时间点{\displaystyle t}的结果，但递归状态空间要求当前的观测仅基于当前和过去的状态。要解决这个问题，可以使用单侧HP滤波。

## 拓展阅读
- Enders, Walter. .  Third. New York: Wiley. 2010: 247–7. ISBN 978-0470-50539-7.
- Favero, Carlo A. . New York: Oxford University Press. 2001: 54–5  [2019-07-06]. ISBN 0-19-829685-1. （原始内容存档于2020-09-22）.
- Mills, Terence C. . . New York: Palgrave McMillan. 2003: 75–102. ISBN 1-4039-0209-7.